# 潮凪洋介
潮凪 洋介（しおなぎ ようすけ）は日本のエッセイスト、イベントプロデューサー、株式会社ハートランド代表。「自由人生」と「恋愛」をテーマにした書籍、イベント、講演会を企画。1993年早稲田大学卒。「エッセイスト養成塾　潮凪道場」、「潮凪洋介の自由人生塾」を主宰。恋愛文化活性化を目的とする社団法人LOVE CULTURE MOVEMENT 協会を運営する。「もういい人になるのはやめなさい」「それでもいい人を続けますか？」「男が大切にしたいと思う女性50のルール」がベストセラーに。

## 主な著作
- もういい人になるのはやめなさい（中経出版）
- それでもいい人を続けますか?（中経出版）
- あたらしい男のルール（フォレスト出版）
- あの日失った自分らしさを取り戻す方法（宝島社）
- 折れない自信をつくる48の習慣（ダイヤモンド社）
- やらされ感から脱出して自由に働く54の方法（かんき出版）
- 戦う自分が道を開く（大和書房）
- 女性100人に聞いた「魅力ある男」の条件―何が彼女の心を動かすのか? (王様文庫)
- 男の「心理」を知りたいときに読む本―この言葉、この行動、どういう意味? (王様文庫)
- 男が「大切にしたい」と思う女性50のルール―男はこう考え、女の「ここ」を見ている! (王様文庫)
- 無駄が力になるすごい生き方（青春出版社）
- バカになれる男の魅力（三笠書房）
- ひとり、泣きたい日の上手な過ごし方: 気持ちがスッキリ晴れる「ひとり時間」セラピー (王様文庫)
- 「結婚したい」女性の9割が知らない 男性が意識して見ている47のこと (だいわ文庫)
- モテる女の気くばりテク70―イイ男たちに、マジックをかける!（大和出版）
- 恋愛デトックス 不毛な恋を終わらせて最高の結婚相手を手に入れる方法（宙出版）
- 30代は「遊び」が9割 本気で遊ぶ男は、仕事もできる (PHP文庫)
- 出会いから4回でわかる「いい男」「悪い男」の見分け方 (sasaeru文庫)
- 結婚適齢期の男ゴコロが面白いほどよくわかる! （新人物往来社）
- 40代 愉しめる人疲れる人 (SB文庫)
- イヤな相手に言いっ放しにさせない50の対応術 (ソフトバンク文庫)
- 「頼れる男」は女が惹かれるオーラがある!（学研）
- ［図解］40歳からただの「いい人」でおわらない人の習慣（PHP研究所)
- モテ★モーション 男をトリコにする“愛されしぐさ”全集 (ソフトバンク文庫)
- 愛されて「夢をかなえる女性」になる６３のルール (王様文庫)
- イイ男の心をつかむ!「ちょいS」な女になる方法
- 恋運上昇大人の合コンStyle book （学研）
- 運命の彼を引き寄せる55のルール (王様文庫)
- “好きな人”に愛されるために、一番大切なこと (王様文庫)
- 120%ハッピーな電撃結婚宣言（すばる舎）
- いい恋グセ わるい恋グセ （マガジンランド）
- 運命の人に愛されて幸せになる 恋のはじまりに効く魔法の習慣（ゴマブックス）
- LOHAS LOVE （木楽舎）
- 恋愛力プロジェクト―本当の恋に出会うための5つのステップ
- シンデレラ・プロジェクト（KKベストセラーズ）

## イベント実績その他
- 恋愛コンシェルジュ常駐のホテルサービスを企画。
- JTB「恋が叶う旅セラピー」LOVE TOURISM をプロデュース。
- GIVENCHY   YOSUKE SHIONAGI produce 春恋メイクセレクションイベントを企画、池袋西武で　恋愛×コスメのイベントを実施（2007年）
- 「ソトコト（木楽舎）」と「SPA!（扶桑社）」のコラボレーションによる「ロハスコミュニケーションラウンジ 婚活パーティ」の総合オーガナイザー、演出、出演者をつとめる。約550人が参加。
- 島根県と鳥取県にまたがる松江市、安来市、境港市3市合同の「地域活性化婚活イベント」を2010年から総合プロデュース。
- ラブソングDJラウンジパーティ　LOVE GOOVEを2005年から開催。2014年時点で2500人が参加。
- 2011年　エッセイスト養成・文章力養成 潮凪道場　を開設。
- 2013年　自由人生塾 を開設。会社外などで本当にやりたいことを各自が発表、実際に実現に挑戦してゆくコミュニティ。札幌、東京、千葉、名古屋で毎月開催。